# Альбрехт Медведь
А́льбрехт I Бранденбу́ргский (нем. Albrecht I. von Brandenburg, также А́льбрехт Медве́дь (нем. Albrecht der Bär), Альбрехт Балленштедтский (нем. Albrecht von Ballenstedt; ок. 1100 — 18 ноября 1170, предположительно Штендаль) — граф из рода Асканиев, основатель и первый маркграф Бранденбургской марки. Внёс значительный вклад в колонизацию восточных земель. При нём Бранденбургская марка вошла в состав Священной Римской империи.

## Краткая биография. Титулы
Альбрехт (по рождению Адельберт) был единственным сыном асканийского графа Оттона Богатого и Эйлики Саксонской из рода Биллунгов. Сведения о месте его рождения не сохранились. Достоверного объяснения прозвища «Медведь» также нет, хотя оно упоминается в документах XII века.
Во всех биографиях датой рождения указан ок. 1100 г. Учитывая год женитьбы и год рождения младшего сына (1148), можно предположить, что родился он лет на 5-7 позже.
В любом случае — по меркам своего времени Альбрехт прожил долгую жизнь. Подтверждений о его смерти в Штендале не сохранилось. С некоторой долей уверенности можно говорить о том, что могила Альбрехта находится в тогда фамильном монастыре Асканиев, а ныне дворце Балленштедта в Гарце.
В 1125 или 1126 году Альбрехт женился на Софии фон Винценбург, дочери аббатисы Кведлинбургского аббатства Беатрисы II. Он пережил супругу на 10 лет. С XIX века Софию причисляют к графской фамилии Винценбургов.
У Альбрехта и Софии родилось три дочери и семеро сыновей, в том числе и Оттон I, наследник Альбрехта на бранденбургском престоле. Из одиннадцати (а возможно и тринадцати) детей известны:
- Оттон I Бранденбургский (1128—1184),
- Герман I, граф Веймар-Орламюнде,
- архиепископ Бремена и Бранденбурга Зигфрид I Ангальтский,
- Гедвига (ум. 1203), в 1147 году вышла замуж за маркграфа мейсенского Оттона Богатого,
- Адальберт Балленштедтский (ум. 1173),
- Дитрих Вербенский (ум. 1183),
- герцог Бернхард III Саксонский (1148—1212),
- Гертруда, в 1153 году вышла замуж за богемского князя Депольта I из дворянского рода Пржемысловичей.

Альбрехт Медведь носил следующие титулы:
- граф Балленштедта (1123—1170),
- князь и маркграф Лужицкой марки (1123—1131),
- герцог родового герцогства Саксония (1138—1142),
- граф Веймар-Орламюнде (около 1134—1170),
- маркграф Северной марки (1134—1157),
- маркграф Бранденбурга (1157—1170).

В бурный XII век Альбрехт использовал силу и дипломатию и не упускал ни единой возможности укрепить свою власть и, ещё будучи главой Северной марки, устремил свой взор на восточные земли. Основатель Бранденбургской марки всю жизнь, а в последние годы жизни, поддерживаемый своими сыновьями, был втянут в безуспешную борьбу за Саксонию.
Альбрехт принимал участие в многочисленных военных походах на службе империи, самым значимым по последствиям стал крестовый поход против славян 1147 года, создавший предпосылки для последующего обретения власти в Бранденбургской марке.

## Деятельность до 1133 года. Маркграф Северной марки
После смерти своего отца в 1123 году Альбрехт как граф Балленштедта правил на перешедших во владение Асканиев славянских территориях, простиравшихся от восточного Гарца в окрестностях Ашерслебена до реки Мульде, то есть приблизительно на территории будущего княжества Ангальт. Ашерслебен при Альбрехте Медведе превратился в административный и судебный центр управляемых Асканиями территорий. В 1123—1131 годах, в начале своей самостоятельной политической деятельности Альбрехт правил в Лужицкой марке, которую ему незаконно, вопреки воле императора Генриха V, передал в ленное владение герцог Саксонии Лотарь, будущий император Священной Римской империи.
После того, как в 1131 году Лужица потеряла статус маркграфства, Альбрехт остался с титулом графа, не имевшего особого влияния. В 1132—1133 годах он принял участие в итальянском походе Лотаря. Император высоко оценил заслуги Альбрехта и после смерти в Италии прежнего маркграфа Конрада фон Плёцкау передал ему в лен марку на северо-востоке своей империи. С назначения в 1134 году Альбрехта маркграфом Северной марки берёт своё начало история будущей Бранденбургской марки. В 1134 году император также передал Асканиям тюрингенское наследие, графство Веймар-Орламюнде.

## Основатель Бранденбургской марки

### Политико-географическое положение на востоке

#### Славяне на восточных территориях
В ходе переселения народов семноны, входившие в состав германского племени свевов, в III—IV веках практически в полном составе за исключением малых групп покинули свою родину на Хафеле и Шпрее и направились на Верхний Рейн, в будущую Швабию. В конце VI и VII веках на опустевших территориях расселились славяне.
К востоку от русла рек Хафель и Нуте, в нынешних Барниме и Восточном Тельтове поселились спревяне, их основная крепость располагалась в месте слияния рек Шпрее и Даме на территории нынешнего берлинского района Кёпеник. К западу от Хафеля, в современном Хафельланде и прилегающей на юге местности Цаухе жили гавеляне, называвшие себя стодорянами. Свою главную крепость они возвели в Бранденбурге (слав. Бранибор) и, помимо небольших крепостных сооружений, владели большой крепостью на территории нынешней цитадели Шпандау в Берлине, выполнявшей функции внешнего поста. Эти два племени на территории будущей Бранденбургской марки держали оборону против могущественных феодальных государств на западе, но тем не менее часто воевали друг с другом и другими славянскими племенами.

#### Первые немецкие поселения на востоке, первые марки
После успешных военных походов 808 года против саксов Карл Великий подарил в благодарность своим славянским союзникам бодричам и полабам часть саксонской территории между Эльбой и Балтийским морем. Достаточно спокойные времена сохранялись здесь до 928 года, когда славяне разрушили образованное в начале века Бранденбургское епископство, а затем в 948 году — Хафельбергское. В последовавший за этим так называемый первый период немецкой колонизации восточных земель Бранденбург был захвачен в 928—929 годах королём Генрихом Птицеловом, обложившим данью племена, проживавшие до Одера. При императоре Оттоне I в 936 году были созданы марки, германские пограничные зоны на земле славян. В ходе Лютичского восстания 983 года объединившиеся славянские племена отбросили немцев на запад, и почти на 150 лет, до падения Лютичского союза в середине XI века, германская экспансия епископств и маркграфств приостановилась.

#### Вступление гевельского князя Прибислава-Генриха в Священную Римскую империю
В 1127 году к власти в славянской крепости Бранденбург пришёл Прибислав. При крещении ему было дано немецкое имя Генрих, и в историческую литературу он вошёл под двойным именем Прибислав-Генрих или Пшибыслав-Генрих. Его предшественник Майнфрид также был христианином, из чего исследователи делают вывод о том, что Прибислав-Генрих был крещён ещё ребёнком, а не став князем, как описывается идеализирующими средневековыми хрониками. Прибислав-Генрих близко общался с немецкой знатью и добился от императора Священной Римской империи королевского титула, и поэтому немцам удалось присоединить область, подконтрольную гевелам, от Бранденбурга до Шпандау, к Священной Римской империи. Восточная граница империи пролегала таким образом между районами проживания двух славянских племён, гевелов и шпреван, приблизительно по линии рек Хафель-Нуте. На восточном берегу в Кёпенике правил шпреванский князь Якса из Копаницы.

### Основание Бранденбургской марки. Маркграф Бранденбурга

#### Преемник Прибислава-Генриха
Во второй период немецкой колонизации восточных земель Альбрехт Медведь решительно проводил экспансионистскую политику Асканиев в отношении восточных земель, продемонстрировав при этом незаурядные дипломатические способности. Ещё в 1123—1125 годах он поддерживал контакты с Прибиславом-Генрихом, отпрыском гевельских князей. Прибислав, добивавшийся власти у гевелов, заключил для этого союз с Альбрехтом. Так, например, он стал крёстным отцом первого сына Альбрехта Оттона I и передал тому в качестве прилегавшую к асканийским владениям Цаухе. Он также пообещал Альбрехту, что назначит своим преемником Альбрехта, а Альбрехт приблизительно в 1127 году согласился принять его княжество во владение после его смерти. В 1134 году император Лотарь произвёл Альбрехта в маркграфы Северной марки, а гевела Прибислава-Генриха — в короли (позднее титул отменён). По некоторым предположениям этим Лотарь пытался изначально ограничить властные притязания Асканиев. После смерти Прибислава-Генриха в 1150 году Альбрехт занял гевельскую крепость Бранденбург без боя. На месте гевельской крепости в Шпандау была асканийская.

#### Утрата и возврат утраченного
Гевельское население, часть которого в отличие от своего князя ещё поклонялась древним славянским божествам, восприняло переход власти к Альбрехту скорее отрицательно. Шпреванскому князю Яксе из Копаницы, возможно состоявшему в родстве с Прибиславом-Генрихом и на этом основании заявившему о свои претензиях на его наследство, удалось благодаря предательству, подкупу, хитрости и силе с помощью поляков захватить крепость Бранденбург и присвоить себе власть над гевельскими землями. Разные источники относят эти события к 1153 или 1157 годам.
11 июня 1157 года в кровавом сражении за крепость Бранденбург Альбрехту удалось изгнать Яксу из Копаницы и вернуть власть на гевельских землях. Интересно место, где Альбрехт преследовал своего противника — Шильдхорн, и связанная с этим эпизодом легенда. Своей грамотой от 3 октября 1157 года он впервые назвал себя маркграфом Бранденбурга — Adelbertus Die gratia marchio in Brandenborch, и поэтому 1157 год считается фактической датой основания Бранденбургской марки.

#### Территория марки и политика расселения
Территория этой первой марки не соответствует территории современной федеральной земли. В неё входили только Хафельланд и Цаухе. Лишь в последующие 150 лет Асканиям удалось расширить свои владения на восток от Хафеля и Нуте до Одера, присоединить Уккермарк и территории до Барнима.
Предполагается, что Альбрехт приглашал в новую марку переселенцев, в частности из Альтмарка, Гарца, Фландрии и прирейнских земель ещё в 1157 году. Особую роль сыграли голландцы, переехавшие на новые земли после разрушительных наводнений на родине и передавшие свой опыт при возведении дамб на Эльбе и Хафеле в 1160-е годы. Умелая политика расселения в Бранденбургской марке, способствовавшая её стабилизации, была продолжена сыном Альбрехта Оттоном I (см. также Ленин (монастырь)).

## Безуспешная борьба за Саксонию

### Герцог Саксонии, 1138—1142 годы
После смерти императора Лотаря III в 1137 году императрица Риченца созвала на Троицу 1138 года съезд князей в Кведлинбурге, чтобы на выборах короля установить новые правила во властных отношениях в Саксонии и империи. Под Саксонией того времени следует понимать только территорию современной Нижней Саксонии. Риченца покровительствовала своему зятю из Вельфов Генриху Гордому. Альбрехт Медведь, также заинтересованный в обретении власти в Саксонии, также имел хотя и слабую линию наследования и противился выборам заручившись поддержкой Штауфенов, приказав уничтожить припасы, подготовленные для княжеского съезда, разграбить и поджечь город. Тем самым Альбрехт поспособствовал тому, что германским королём 7 марта 1138 года был избран Конрад Гогенштауфен, который в тот же год за это предположительно по предварительной договорённости вознаградил Альбрехта, пожаловав ему в лен Саксонию и присвоив ему титул герцога Саксонии.
Несколько саксонских князей и маркграфов, сторонников Генриха Гордого в 1138 году объединились для военного похода против Альбрехта. Первые сражения Альбрехт при поддержке Штауфенов выиграл, но уже в конце 1138 года его противники сожгли дотла резиденцию матери Альбрехта Эйлики, крепость Бернбург. Власть Альбрехта в Саксонии пала после нескольких последовавших поражений уже в конце 1139 года, хотя до 1142 года Альбрехт ещё формально носил титул герцога Саксонии. Поддержка Штауфенов оказалась слабой, и некоторые сторонники Альбрехта перешли на сторону Генриха Гордого. На Франкфуртском рейхстаге в мае 1142 года герцогство Саксония было передано сыну Генриха Гордого Генриху Льву. Новым императором Священной Римской империи после смерти Конрада стал Фридрих Барбаросса, поддерживавший Вельфов и Генриха.

### Коалиция против Генриха Льва
Конфликты с Генрихом Львом продолжались до самой смерти Альбрехта в 1170 году. В начале 1150-х годов начались военные кампании, сражения и разграбление земель друг друга. На Госларском рейхстаге 1154 года власть Генриха Льва получила дополнительное подкрепление: по протекции Барбароссы Генриху была передана Бавария. Присутствовавший на рейхстаге Альбрехт был вынужден официально согласиться с этим решением в пользу своего противника.
В 1163 году благодаря жёсткой политике Альбрехта был создан союз против Генриха Льва, во главе которого поначалу стоял Альбрехт Медведь. К оппозиции присоединились и саксонские князья. Зимой 1166 года вспыхнули открытые бои, начавшиеся с осады крепости Вельфов Хальденслебен близ Магдебурга Альбрехтом Медведем, архиепископом Магдебурга Вихманом и ландграфом Тюрингии Людвигом Железным. Несмотря на применение осадных машин захватить крепость не удалось. После временного перемирия, заключённого в марте 1167 года, коалиционные силы, к которым дополнительно присоединились князья и церковные сановники, вновь выступили в поход против Генриха Льва летом 1167 года. Были завоёваны Гослар, Альтхальденслебен и крепость Ниндорф, другие саксонские крепости разрушены, а города сожжены.
На собрании князей в июне 1168 года император Барбаросса вынудил противников заключить сначала временный, а затем 24 июня 1170 года постоянный мир. Тем самым император сохранил Генриху власть, ведь Альбрехту Медведю и его союзникам не удалось подорвать положения Вельфов.
Имеются документальные подтверждения участия 70-летнего Альбрехта Медведя в рейхстаге 24 июня 1170 года. Последний из известных документов свидетельствует о том, что Альбрехт принимал участие в освящении Хафельбергского собора 16 августа 1170 года, за три месяца до своей смерти 18 ноября 1170 года.
Цель, которую не удалось достичь Альбрехту, поддалась спустя 10 лет сыну Альбрехта Бернхарду, сменившему Генриха Льва на герцогском престоле в Саксонии.

## В кино
- «Тайна повитухи» (Das Geheimnis der Hebamme) — реж. Роланд Зусо Рихтер[нем.] (ФРГ; Чехия, 2016); в роли Альбрехта — Франк Кесслер (Frank Kessler).